# Heranes II
Heranes II (em latim: Haeranes; em aramaico: Hairan) ou Hereniano (em latim: Herennianus) foi um nobre palmireno do século III, filho do rei de reis Odenato (r. 252–267) e da augusta Zenóbia (r. 267–272). Pouco se sabe sobre ele, e toda informação acerca dele é fruto de especulação. Ele teve um meio-irmão homônimo, Heranes I (r. 251–267), cogovernante com Odenato, com quem é confundido muitas vezes. Não se sabe a data de seu nascimento nem quando faleceu, apenas que sobreviveu à morte de seu pai e estava ativo no início do reinado de seu irmão Vabalato (r. 267–272).

## Família

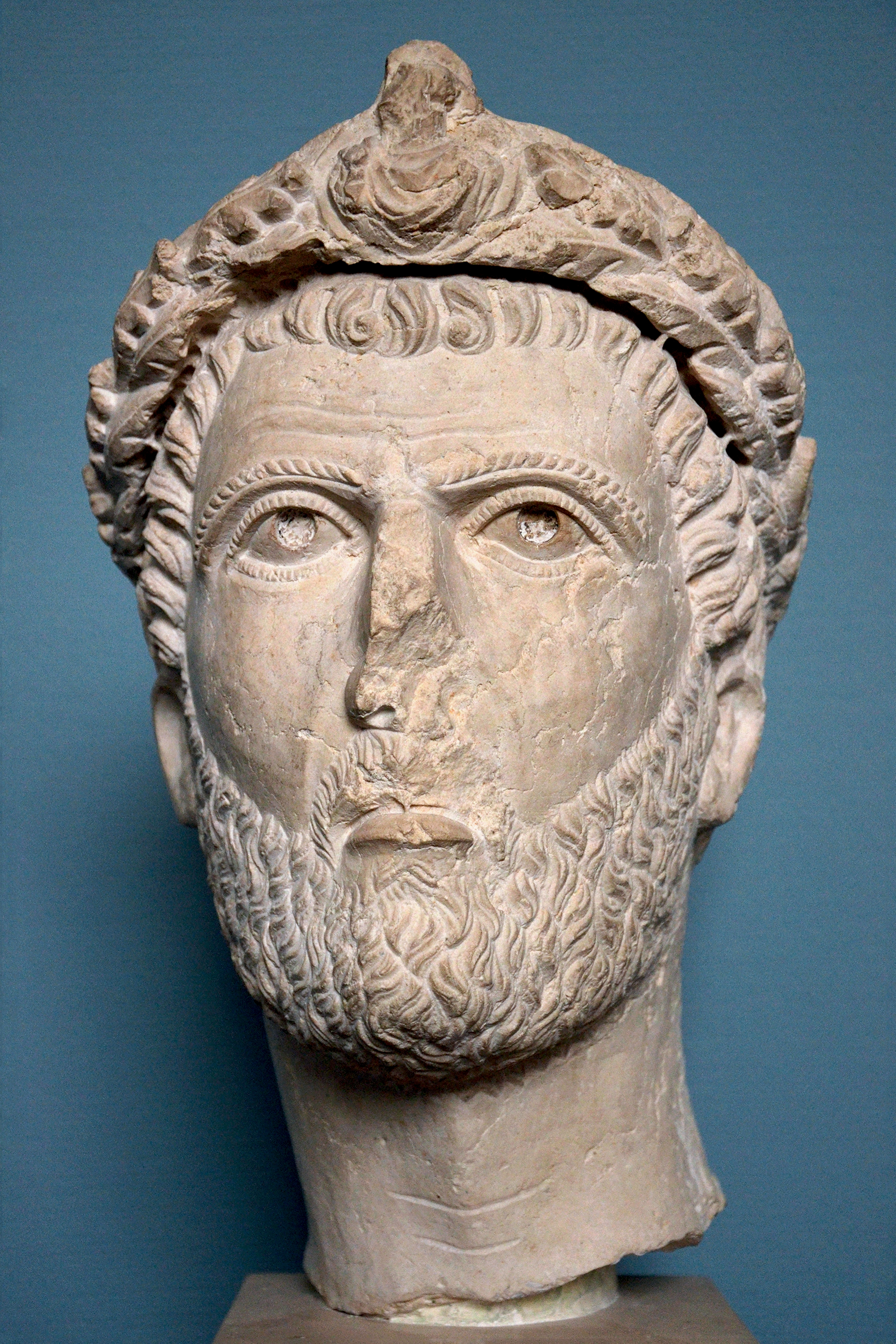
Possível busto de Odenato em calcário. Gliptoteca Ny Carlsberg, Copenhague

Heranes era filho de Odenato e sua segunda esposa Zenóbia, neto de Heranes, bisneto de Vabalato e tataraneto de Nasor. Seu nome, ao contrário do de seu pai, que era árabe, tinha origem aramaica. Era meio-irmão Heranes I, fruto da relação de Odenato com esposa anterior, e irmão de duas moças, cujos nomes não são conhecidos mas se sabe que se casaram, respectivamente, com o imperador Aureliano (r. 270–275) e um senador romano, e Vabalato e Sétimo Antíoco. A História Augusta (HA) menciona outros dois filhos de Zenóbia, Hereniano e Timolau, cuja existência é questionada; alguns pensam que o primeiro era variante do nome de Heranes II, ao passo que o segundo pode ser uma figura fabricada, um indivíduo de fato (cujo nome, aqui registrado na forma latinizada, tem a variante palmirena Taimallat) ou uma corrupção do nome de Vabalato.

## Vida
Sua existência foi estabelecida pela descoberta de um selo de cobre (RTP 736). Nele há imagens de dois sacerdotes, um de cada lado. Num dos lados, o nome de Vabalato foi gravado sobre a imagem com legenda, enquanto o nome de Heranes aparece no outro lado; o nome de Odenato está registrado em ambas as faces. O nome da mãe deles não está inscrito e o selo não foi datado.
Para Henri Arnold Seyrig, Heranes II era mais velho que Vabalato, mas não reinou após a morte do pai. Andreas Alföldi pensou que Sétimo Herodiano, citado num selo de cobre e comumente associado a Heranes I, podia ser Hereniano; outro selo associado a Sétimo Herodiano representa uma mulher coroada com folhas de loureiro e ela, para Alföldi, era Zenóbia. David Stone Potter, por exemplo, concorda com Alföldi, enquanto Udo Hartmann discorda.
Nada se sabe sobre sua vida, tendo sido citado apenas em 267, no contexto do assassinato de Odenato e Heranes I. As versões dos eventos são muitas, mas numa delas, apresentada pela HA (que igualmente cita outras duas versões), o assassino era Meônio, primo ou sobrinho de Odenato, e ele realizou o crime a mando de Zenóbia. Segundo a fonte, Zenóbia ressentia que Heranes (Hereniano na fonte) e Timolau estivessem numa posição inferior àquela de seu afilhado e por isso ordena que Meônio mate-os.
A HA diz que Zenóbia assumiu o trono em nome deles, vestiu-os na púrpura como imperadores e levou-os em reuniões públicas, que assistiu à semelhança de Dido, Semíramis e Cleópatra. A própria HA indica que a forma como morreram é incerta e apresenta duas versões: na primeira, foram mortos por Aureliano à época da conquista do Império de Palmira (272); na segunda, morrem de causas naturais, pois ainda havia no tempo que a obra foi escrita (século IV) descendentes nobres de Zenóbia em Roma.